# Вулканично изригване
Вулканичното изригване е процес на усилване на активността на вулкан, при който той изхвърля навън вещества, най-често лава.
Най-добре проучени са магмените изригвания, при които рязката декомпресия на газ в магмата предизвиква нейното задвижване и изхвърлянето ѝ от вулкана. Фреатичните изригвания се дължат на свръхнагрята пара в близост до магмата, която предизвиква гранулиране на скална маса, без да се изхвърля магмен материал, а фреатомагмените изригвания имат междинни характеристики. Силата на изригванията се измерва с вулканичен експлозивен индекс.